# Eugène Guillevic
Eugène Guillevic (* 5. August 1907 in Carnac; † 19. März 1997 in Paris) war ein französischer Schriftsteller. Er gilt als einer der bedeutendsten französischsprachigen Lyriker des 20. Jahrhunderts. 1976 wurde er mit dem Grand Prix de Poésie de l’Académie française ausgezeichnet.

## Werke (auf Deutsch)
- Carnac und die Chansons des Antonin Blond. Deutsch von Claire und Rainer Brambach. Kösel, München 1968.
- Geheimnis der Dinge. Hrsg. v. Paul Wiens. Volk und Welt, Berlin 1969.
- La mer – Das Meer (zweisprachig). Deutsch von Monika Fahrenbach-Wachendorff. Grafik Ruth Eitle. Konkursbuch, Tübingen 1985, ISBN 3-88769-304-3.
- Gedichte (zweisprachig). Auswahl und Übertragung von Monika Fahrenbach-Wachendorff. Klett-Cotta, Stuttgart 1991, ISBN 3-608-95670-0.
- Florilège (27 deutsche Gedichte von Guillevic übersetzt, zweisprachig). PAP, Pully 1991, ISBN 2-88366-014-X.
- Du silence – Von der Stille (zweisprachig). Deutsch von Monika Fahrenbach-Wachendorff. Narr, Tübingen 1997, ISBN 3-8233-5182-6.